# Cristián de la Fuente
Cristián de la Fuente Sabarots (Santiago del Cile, 10 marzo 1974) è un attore cileno.
Il 5 gennaio 2002 ha sposato l'attrice e modella cilena Angelica Castro. Christian parla perfettamente l'inglese oltre che lo spagnolo. Possiede una licenza di pilota.

## Filmografia parziale

### Cinema
- Driven, regia di Renny Harlin (2001)
- Il cacciatore delle tenebre (Vampires: Los Muertos), regia di Tommy Lee Wallace (2002)
- Basic, regia di John McTiernan (2003)

### Televisione
- El amor está de moda (1995)
- Pensacola - Squadra speciale Top Gun (Pensacola: Wings of Gold) (1999)
- In tribunale con Lynn (Family Low) (2000)
- CSI: Miami (2002-2005)
- Soñar no Cuesta Nada (2005)
- The Class - Amici per sempre (The Class) (2006)
- Como ama una mujer (2007)
- Ugly Betty (2007)
- In Plain Sight - Protezione testimoni (In Plain Sight) (2008)
- Fuego en la sangre (2008)
- Brothers & Sisters - Segreti di famiglia (Brothers & Sisters) (2009)
- Corazón salvaje (2009-2010)
- Private Practice (2010-2011)
- Le nove vite di Chloe King (The Nine Lives of Chloe King) (2011)
- Haven (2011)
- Amor bravío (2012)
- Quiero amarte (2013-2014)
- Devious Maids - Panni sporchi a Beverly Hills (2015)

## Doppiatori italiani
Nelle versioni in italiano delle opere in cui ha recitato, Cristián de la Fuente è stato doppiato da: 
- Fabrizio Odetto in CSI: Miami
- Francesco Pezzulli in Psych
- Francesco Bulckaen in Private Practice
- Alessandro Budroni in Devious Maids - Panni sporchi a Beverly Hills
- Roberto Certomà in Driven